# Moritz Knobloch
Eduard Moritz Knobloch (* 18. Juli 1851 in Holdenstedt, Kreis Sangerhausen; † 24. Oktober 1923) war ein deutscher Verwaltungsjurist und Abgeordneter.

## Leben
Nach dem Abitur am Martin-Luther-Gymnasium Eisleben begann Knobloch an der Universität Leipzig Rechtswissenschaft zu studieren. 1872 wurde er Mitglied des Corps Plavia, in dem er sich als Consenior bewährte. Als Inaktiver wechselte er an die Königliche Universität zu Greifswald und die Friedrichs-Universität Halle. Nach den Examen wurde er Amtsrichter. Er war Leutnant der preußischen Landwehr. Knobloch wurde am 30. Oktober 1881 zum Bürgermeister von Sangerhausen gewählt und am 30. Januar 1882 in sein Amt eingeführt. Er bekleidete es über 37 Jahre bis 1919. Er war Kreisdeputierter und saß im  Provinziallandtag der Provinz Sachsen. Er war Mitglied der Generalsynode der Kirchenprovinz Sachsen. Als Nationalliberaler wurde er 1898 für den Wahlbezirk Sangerhausen–Eckartsberga in das Preußische Abgeordnetenhaus gewählt.

## Ehrungen
- Roter Adlerorden 4. Klasse[2]